# 鄧坤·南內特
鄧坤·南內特（曾被誤譯為登坤·恩加内特，羅馬化：Denkhun Ngamnet，1994年4月20日—），小名鄧坤或Uan，為泰國第3電視台旗下男演員及模特。2014年，因在電視劇《煉獄花火》中飾演「Saengkham」一角而聞名。

## 早期生活
Denkhun於1994年4月20日出生於泰國烏汶府，原名為維普·南內特。他是家中老么，有兩個哥哥。高中畢業於滨扎玛马哈乐学校，並在就學期間擔任省級乒乓球運動員及軍樂隊成員。大學畢業於蘭實大學的傳播藝術學院。

## 演藝經歷
Denkhun於16歲時透過朋友推薦試鏡而進入了這個行業。在參與第一部戲劇作品之前，他在電影《愛在撒拉坎》（ฮักนะ 'สารคาม）中飾演"Kaen"一角；並自2012年起成為知名經紀人素帕猜·斯里維吉（A姐）的弟子，並簽約成為泰國第3電視台的演員。他的前三部戲劇作品分別是《The Ghost Hunter Project》、《煉獄花火》以及《亲爱的麻雀先生》，而此劇為Denkhun首次擔綱男主角的作品。

## 個人生活

### 感情
曾與歌手兼演員的鞏琶淞·對賢格拉（Grand）交往多年，兩人於2023年和平分手。

## 影視作品

### 電視劇
| 首播年份 | 戲名                         | 戲名             | 播放平台    | 角色                        | 備註 |
| 首播年份 | 譯名                         | 原文名           | 播放平台    | 角色                        | 備註 |
| 2013年   | 《The Ghost Hunter Project》 |                  | Ch3Thailand | Kaen                        | 配角 |
| 2014年   | 《煉獄花火》                 |                  | Ch3Thailand | Saengkham                   | 配角 |
| 2014年   | 《亲爱的麻雀先生》           |                  | Ch3Thailand | Phuping                     | 主演 |
| 2015年   | 《雲中花》                   |                  | Ch3Thailand | Tawinnaron （Win）          | 主演 |
| 2016年   | 《星迷黛岳》                 |                  | Ch3Thailand | Arin                        | 主演 |
| 2018年   | 《致命屍錢2018》             |                  | Ch3Thailand | Wanput                      | 主演 |
| 2019年   | 《木筏區》                   |                  | Ch3Thailand | Pernk Chumpae               | 主演 |
| 2019年   | 《罪孽牢籠》                 |                  | Ch3Thailand | Karn                        | 主演 |
| 2020年   | 《愛的領域》                 |                  | Ch3Thailand | Mingkwan Khanthong          | 主演 |
| 2020年   | 《不解之緣》                 |                  | Ch3Thailand | Mingkwan Khanthong（年輕）  | 客串 |
| 2020年   | 《欺愛諾言》                 |                  | Ch3Thailand | Ani（現代）                 | 主演 |
| 2020年   | 《欺愛諾言》                 | Yodsarat（前世） | Ch3Thailand |                             | 主演 |
| 2023年   | 《湄南河的子民2023》         |                  | Ch3Thailand | Saming                      | 主演 |
| 2023年   | 《蓬朗舞情緣》               |                  | Ch3Thailand | Phum                        | 主演 |
| 2023年   | 《農場新娘》                 |                  | Ch3Thailand | Saran                       | 主演 |
| 2023年   | 《天生一對之命中注定》       |                  | Ch3Thailand | Phon （波隆摩閣）           | 配角 |
| 2024年   | 《愛的祈求》                 |                  | Ch3Thailand | Khetkham Sawetawan （Khet） | 主演 |
| 2025年   | 《虎之歌》                   |                  | Ch3Thailand | Phayak                      | 主演 |

## 獎項與提名
| 年份   | 頒獎典禮             | 獎項                      | 入圍作品     | 結果 | 來源 |
| 2024年 | 第15屆泰國皇家戲劇獎 | 最佳男主角 （晚間戲劇類） | 《農場新娘》 | 提名 |      |
| 2024年 | 18th Kazz Awards     | 年度紳士青年              | 不適用       | 獲獎 |      |

## 外部連結
- 鄧坤·南內特的Instagram帳戶 （泰文）